# Vilariño de Conso
Vilariño de Conso là một đô thị trong tỉnh Ourense, thuộc vùng Galicia ở tây bắc Tây Ban Nha.
Dân số năm 2006 là 731 người (còn năm 2004 là 749 người).

## Biến động dân số
| Biến động dân số của Vilariño de Conso - giai đoạn 1900 và 2004 -                                                                    |       |       |       |      |
| 1900 | 1930  | 1950  | 1981  | 2004 |
| 2.256 | 2.252 | 2.172 | 1.222 | 749  |
| Fuentes: INE e IGE (Los criterios de registro censal variaron entre 1900 y 2004, y los datos del INE y del IGE pueden no coincidir.) |       |       |       |      |